# Laet
Laet (né en 1916 et mort en 1936) est un étalon Percheron de robe noire, qui a grandement influencé l'élevage de cette race aux États-Unis. Il a remporté de très nombreux titres, dont celui de Grand Champion de l′Ohio State Fair en 1919, suivi de plusieurs titres au mondial de Chicago.

## Histoire
Laet résulte de choix de croisements judicieux, opérés par l'éleveur E. B. White à partir de sa jument championne, Couceorous. Il l'a présentée à deux de ses étalons, Séducteur et Dragon. 
White sort Laet en concours une seule fois, alors que le jeune cheval est âgé de trois ans. Il vend ensuite son étalon à W. H. Butler, éleveur de Woodside Farms à Columbus dans l'Ohio. Laet est acquis en même temps que sept des meilleures juments de White.
Il meurt en 1936.

## Palmarès
Laet est élu « Grand Champion » dans la catégorie des étalons à l′Ohio State Fair de 1919. Il est ensuite élu Grand Champion international des étalons lors du mondial de Chicago, en 1921, 1922, 1925, 1928, 1929, de 1931 à 1934, et en 1936.

## Descendance et hommages
Bien que de nombreux descendants de Couceorous se soient illustrés en concours, l'auteur Joseph Mischka considère (en 1991) qu'aucun n'a été aussi influent sur l'élevage du Percheron que Laet. 
En 1969, les auteurs Donald J. Kays et John M. Kays considèrent de même qu'aucun étalon Percheron n'a jamais égalé le record de Laet sur les terrains de concours, à la fois pour ses succès lui-même, et pour les succès de ses descendants. 